# واتکینز گلن (نیویورک)
واتکینز گلن (به انگلیسی: Watkins Glen) یک روستا در ایالات متحده آمریکا است که در نیویورک واقع شده‌است. واتکینز گلن ۵٫۸ کیلومتر مربع مساحت و ۱٬۸۵۹ نفر جمعیت دارد و ۱۴۱ متر بالاتر از سطح دریا قرار دارد.